# Mihara Masatoshi
Mihara Masatoshi (三原 雅俊 Mihara Masatoshi, sinh ngày 2 tháng 8 năm 1988 ở Kumamoto) là một cầu thủ bóng đá người Nhật Bản hiện tại thi đấu ở Vissel Kobe.

## Thống kê sự nghiệp câu lạc bộ
Cập nhật đến ngày 23 tháng 2 năm 2018.
| Thành tích câu lạc bộ | Thành tích câu lạc bộ | Thành tích câu lạc bộ | Giải vô địch | Giải vô địch | Cúp                   | Cúp                   | Cúp Liên đoàn | Cúp Liên đoàn | Tổng cộng | Tổng cộng |
| Mùa giải              | Câu lạc bộ            | Giải vô địch          | Số trận      | Bàn thắng    | Số trận               | Bàn thắng             | Số trận       | Bàn thắng     | Số trận   | Bàn thắng |
| Nhật Bản              | Nhật Bản              | Nhật Bản              | Giải vô địch | Giải vô địch | Cúp Hoàng đế Nhật Bản | Cúp Hoàng đế Nhật Bản | J. League Cup | J. League Cup | Tổng cộng | Tổng cộng |
| --------------------- | --------------------- | --------------------- | ------------ | ------------ | --------------------- | --------------------- | ------------- | ------------- | --------- | --------- |
| 2006                  | Sagan Tosu            | J2 League             | 2            | 0            | 0                     | 0                     | -             | -             | 2         | 0         |
| 2007                  | Vissel Kobe           | J1 League             | 0            | 0            | 0                     | 0                     | 0             | 0             | 0         | 0         |
| 2008                  | Vissel Kobe           | J1 League             | 0            | 0            | 0                     | 0                     | 1             | 0             | 1         | 0         |
| 2009                  | Vissel Kobe           | J1 League             | 0            | 0            | 0                     | 0                     | 0             | 0             | 0         | 0         |
| 2009                  | Zweigen Kanazawa      | JRL                   | 4            | 1            | 1                     | 0                     | -             | -             | 5         | 1         |
| 2010                  | Vissel Kobe           | J1 League             | 23           | 1            | 1                     | 0                     | 2             | 0             | 26        | 1         |
| 2011                  | Vissel Kobe           | J1 League             | 18           | 0            | 1                     | 0                     | 0             | 0             | 19        | 0         |
| 2012                  | Vissel Kobe           | J1 League             | 12           | 0            | 1                     | 0                     | 4             | 0             | 17        | 0         |
| 2013                  | Vissel Kobe           | J2 League             | 1            | 0            | 1                     | 0                     | -             | -             | 2         | 0         |
| 2014                  | V-Varen Nagasaki      | J2 League             | 35           | 0            | 2                     | 0                     | -             | -             | 37        | 0         |
| 2015                  | Vissel Kobe           | J1 League             | 20           | 1            | 3                     | 0                     | 6             | 0             | 29        | 1         |
| 2016                  | Vissel Kobe           | J1 League             | 30           | 0            | 2                     | 0                     | 6             | 0             | 38        | 0         |
| 2017                  | Vissel Kobe           | J1 League             | 20           | 2            | 2                     | 0                     | 7             | 0             | 29        | 2         |
| Tổng                  | Tổng                  | Tổng                  | 165          | 5            | 14                    | 0                     | 26            | 0             | 205       | 5         |